# Ceci Flores
Cecilia Patricia Flores Armenta, coneguda habitualment com Ceci Flores, és una activista mexicana, fundadora i líder del col·lectiu Madres Buscadoras de Sonora, un grup que lluita per trobar persones desaparegudes al seu país i que treballa per difondre'n la situació.
Va ser reconeguda com una de les 100 dones més inspiradores de l'any 2022 per la llista 100 Women de la BBC.

## Història
Durant la segona meitat de la dècada de 2010, tres fills de Ceci Flores van ser segrestats pel crim organitzat, en els estats mexicans de Sinaloa i Sonora. Els segrests s'inscriuen en un context més ampli, de les històriques desaparicions forçades associades a faccions criminals, però amb corresponsabilitat de les autoritats policials i polítiques involucrades en la guerra contra el narcotràfic al país. La qüestió és una emergència nacional a Mèxic i mobilitza diversos grups populars de recerca de persones desaparegudes.
Un dels fills de Ceci Flores, Alejandro Guadalupe (llavors amb 21 anys), va desaparèixer el 30 d'octubre de 2015, en Los Mochis. Va denunciar la desaparició d'Alejandro, però no va obtenir cap resposta de les autoritats locals. Els altres dos fills -Marco Antonio (de 31 anys) i Jesús Adrián (de 13)- van ser segrestats el 4 de maig de 2019, en la regió de Bahía del Kino. El fill petit, Jesús, va ser alliberat sis dies després, mentre que Marco segueix en parador desconegut.
Davant la passivitat governamental i la desaparició de Marco i Jesus, Flores va decidir buscar els fills per compte propi. Va passar el temps i d'altres mares en situació similar van unir-se a la causa, amb l'esperança de trobar els seus familiars. Així va sorgir el grup Madres Buscadoras de Sonora. Ceci va fundar-lo després d'haver format part de les Guerreras Buscadoras d'Hermosillo que, al seu temps, s'havia inspirat en les Rastreadoras de El Fuerte, de Sinaloa.

## Madres Buscadoras de Sonora
El col·lectiu va passar a reunir centenars de persones de diverses parts de l'estat. Cecilia Flores va fundar l'organització civil per a donar suport a les mares que cercaven els seus fills segrestats per narcotraficants, ja que la corrupció de les autoritats i la por duien a la inacció del govern. Amb pales en les mans, les més de 2 mil mares buscadoras caven, diàriament, per tots els racons del país darrere dels cossos dels seus fills. Els cossos trobats en fosses són identificats i enviats als seus familiars de qualsevol punt del país, sufragat amb recursos propis de l'organització. La intenció de les Madres no és processar els culpables de la mort dels fills; només pretenen trobar i enterrar els cossos, per tenir descans.
Tanmateix, les cerques no sempre transcorren de forma pacífica: algunes mares són vigilades, amenaçades o inclús assassinades per pistolers dels càrtels. La situació es va agreujar quan el juliol de 2021, després de l'assassinat d'una de les mares de l'organització, Ceci Flores va haver de fugir de Sonora i va ser inclosa en un programa del govern de Protecció als Defensors dels Drets Humans.
Les Nacions Unides ha definit la situació a Mèxic com «una tragèdia d'enormes proporcions». Segons la Revista Fórum, actualment, les Madres Buscadoras formen una de les entitats de la societat civil més respectades de Mèxic. Per la seva part, el govern de la república continua prometent ajuda i protecció, sense complir-ho.
Es calcula que, fins a l'any 2006, hi havia uns 76.000 desapareguts. La xifra hauria pujat a 93.000 a gener de 2022, arribant als 100.000 a finals d'any. L'any 2022, les Madres Buscadoras de Sonora van trobar gairebé un miler d'individus, uns 300 encara vius.
A més del drama dels desapareguts, el cas s'agreuja per la incapacitat per identificar els cadàvers. Es calcula que, durant les dues primeres dècades del segle xxi, uns 50.000 cossos van sortir de la morgue sense haver sigut identificats.

## Reconeixement
Ceci Flores va ser inclosa en la llista de 100 Dones de la BBC de 2022 pel seu lideratge. Segons el mitjà britànic, la seva perseverança li ve donada per la por a morir sense descobrir què havia passat amb els seus fills.